# Čerta (Sigetska mikroregija, Mađarska)
Čerta (mađ. Csertő) je selo u južnoj Mađarskoj.
Zauzima površinu od 14,26 km četvornih.

## Zemljopisni položaj
Nalazi se na 46° 6' sjeverne zemljopisne širine i 17° 49' istočne zemljopisne dužine. Kotarsko sjedište Siget je 3 km južno, Bašalija je 1 km južno-jugozapadno, Pokloša je 3 km jugozapadno, Opat je 3 km zapadno, Vislovo je 2,5 km sjeverozapadno, Suliman je 2 km sjeverno, Možgaj je 2 km sjeveroistočno, a Becvara je 3,5 km jugoistočno.

## Upravna organizacija
Upravno pripada Sigetskoj mikroregiji u Baranjskoj županiji. Poštanski broj je 7900. 

## Povijest
Naseljeno još u brončanom dobu. Na ovom području su obitavali i Kelti i stari Rimljani.
1360. se spominje u dokumentima kao Chertw.

## Kulturne znamenitosti
Dvorac obitelji Festetics.

## Stanovništvo
Čerta ima 448 stanovnika (2001.). Većina su Mađari. Roma je oko 3%, a Poljaka je oko 1%. Po vjerskoj strukturi, rimokatolika je 60%, a kalvinista 18%.

## Vanjske poveznice
- (mađ.) Csertő a Vendégvárón  Arhivirana inačica izvorne stranice od 12. siječnja 2005. (Wayback Machine)
- (mađ.) Légifotók a kastéylról
- Čerta na fallingrain.com